# Martin Lings
Martin Lings, aussi connu sous le nom d'Abû Bakr Sirâj ad-Dîn (en arabe : أَبُو بَكْر سِرَاج ٱلدِّين), né le 24 janvier 1909 à Burnage et mort le 12 mai 2005 à Westerham, est un érudit musulman anglais, spécialiste du soufisme, proche du métaphysicien suisse Frithjof Schuon. Il est également réputé pour sa connaissance de l'œuvre de William Shakespeare.

## Biographie
Lings naît en 1909 à Burnage dans le Lancashire d'une famille protestante. Il est initié dès son jeune âge aux voyages, passant plusieurs périodes de son enfance aux États-Unis où travaillait son père. Il étudie au Clifton College, puis rejoint le Magdalen College à l'université d'Oxford. Il a pour professeur C.S Lewis qui deviendra un ami intime. Les études terminées, il se rend en Lituanie pour enseigner l'anglais médiéval à l'université de Kaunas. C'est là qu'il découvre les écrits des métaphysiciens René Guénon et Frithjof Schuon, qui le marqueront profondément.
En 1938, il se rend à Bâle pour rencontrer Schuon, se convertit à l'islam et devient son disciple. Avoir trouvé une voie spirituelle authentique et orthodoxe fut pour lui l'événement marquant de sa vie. 
En 1939, Lings se rend au Caire en visite à un ami, assistant de Réné Guénon. Le déclenchement de la Seconde Guerre mondiale l'empêche de retourner en Lituanie et il reste en Égypte. Un an plus tard, cet ami succombe à un accident de cheval et Lings reprend sa fonction auprès de Guénon. Durant une dizaine d'années, il enseigne la littérature anglaise à l'université du Caire, où il produit régulièrement des pièces de Shakespeare. Il apprend l'arabe et approfondit sa connaissance du soufisme. Il épouse Lesley Smalley en 1944 et le couple s'établit dans un village près des pyramides. Mais le déclenchement de la Révolution égyptienne de 1952 et l’escalade de la violence contre les Anglais les obligent à rentrer en Angleterre.
De retour à Londres, il obtient un doctorat ès lettres en langue arabe à la School of Oriental and African Studies. Sa thèse de doctorat sur le soufi algérien Ahmad al-Alawi devient un livre à succès. Il est nommé conservateur des manuscrits orientaux au British Museum puis à la British Library.
Martin Lings est l'auteur d'une quinzaine d'ouvrages et de nombreux articles dans la revue Studies in Comparative Religion (en). Même si sa thèse sur Ahmad al-Alawi est très respectée, son œuvre la plus connue est une biographie de Mahomet publiée en 1983 ; saluée par le monde arabe, elle se voit primée par les gouvernements pakistanais et égyptien. Établi dans le Kent, au sud de Londres, Lings continue à voyager pendant le restant de sa vie et accomplit chaque année le « petit pèlerinage » (oumra) à La Mecque. Il meurt le 12 mai 2005 à l'âge de 96 ans,,,,,.

## Publications
- The Elements, and other Poems, Perennial Books, 1967.
- The Heralds, and other Poems, 1970.
- Qu'est ce que le soufisme ?, Paris, Le Seuil, 1975[9],[10].
- The Quranic Art of Calligraphy and Illumination, Cambridge, World of Islam Festival Trust, 1976.
- Le Prophète Muhammad : sa vie d'après les sources les plus anciennes, Paris, Le Seuil, 1983  (ISBN 2-02-054979-4).
- Croyances anciennes et superstitions modernes, Grez-sur-Loing, Pardès, 1987.
- Un saint soufi du vingtième siècle : le cheikh Ahmad al-Alawî, Paris, Le Seuil, 1990  (ISBN 2020126583)[11],[12].
- Collected Poems, revu et augmenté, Londres, Archetype, 2002.
- L'art sacré de Shakespeare : « Nous absorber dans le mystère des choses » (préface de S.A.R. le Prince de Galles), Lausanne, Sept Flèches, 2008 (titre de la première édition : Le secret de Shakespeare).
- Le livre de la certitude : la doctrine soufie de la foi, de la vision et de la gnose, Wattrelos, Tasnîm, 2009, 2020  (ISBN 978-2-9532200-2-5).
- Symbole & archétype : essai sur le sens de l'existence, Wattrelos, Tasnîm, 2010  (ISBN 978-2-9532200-5-6).
- Retour à l'Esprit : questions et réponses (préface de S.A.R. le Prince de Galles), Wattrelos, Tasnîm, 2010  (ISBN 978-2-9532200-6-3).
- La Mecque des origines à nos jours, Wattrelos, Tasnîm, 2012.
- La onzième heure : la crise spirituelle du monde moderne à la lumière de la tradition et des prophètes, Wattrelos, Tasnîm, 2015  (ISBN 2-8251-1335-2).
- L'essence de l'islam, Wattrelos, Tasnîm, 2023  (ISBN 979-109130045-2).

## Source
- (en) Cet article est partiellement ou en totalité issu de l’article de Wikipédia en anglais intitulé « Martin Lings » (voir la liste des auteurs).